# Jahovići
Jahovići este un sat din comuna Pljevlja, Muntenegru. Conform datelor de la recensământul din 2003, localitatea are 16 locuitori (la recensământul din 1991 erau 28 de locuitori).

## Demografie
În satul Jahovići locuiesc 16 persoane adulte, iar vârsta medie a populației este de 41,1 de ani (37,8 la bărbați și 48,5 la femei). În localitate sunt 4 gospodării, iar numărul mediu de membri în gospodărie este de 4,00.
Populația localității este foarte eterogenă.
|  |

| Demografie | Demografie | Demografie |
| An         | Locuitori  | Locuitori  |
| ---------- | ---------- | ---------- |
|            |            |            |
|            |            |            |
|            |            |            |
|            |            |            |
| 1948       | 66         |            |
| 1953       | 66         |            |
| 1961       | 63         |            |
| 1971       | 64         |            |
| 1981       | 68         |            |
| 1991       | 28         | 14         |
| 2003       | 16         | 16         |

| \| Componența etnică conform recensământului din 2003[2] \| Componența etnică conform recensământului din 2003[2] \| Componența etnică conform recensământului din 2003[2] \| Componența etnică conform recensământului din 2003[2] \| Componența etnică conform recensământului din 2003[2] \| \| ----------------------------------------------------- \| ----------------------------------------------------- \| ----------------------------------------------------- \| ----------------------------------------------------- \| ----------------------------------------------------- \| \| \| \| \| \| \| \| Muntenegreni \| Muntenegreni \| \| 8 \| 50% \| \| Sârbi \| Sârbi \| \| 8 \| 50% \| \| necunoscută \| necunoscută \| \| 0 \| 0% \| |              |  |   |     |
| Componența etnică conform recensământului din 2003 |              |  |   |     |
| |              |  |   |     |
| Muntenegreni | Muntenegreni |  | 8 | 50% |
| Sârbi | Sârbi        |  | 8 | 50% |
| necunoscută | necunoscută  |  | 0 | 0%  |